# Zmydlanie
Zmydlanie (saponifikacja) – reakcja chemiczna zasadowej hydrolizy estrów, w efekcie której powstają alkohole i sole kwasów tworzących dany ester. W węższym znaczeniu termin ten oznacza zasadową hydrolizę tłuszczów, czyli estrów glicerolu i wyższych kwasów tłuszczowych. W wyniku reakcji zmydlania tłuszczu prowadzonej w obecności NaOH powstaje glicerol i mydła sodowe.

## Zmydlanie tłuszczów
Głównymi substancjami wykorzystywanymi w zmydlaniu są tłuszcze zwierzęce i oleje roślinne. Te tłuste substancje, triestry nazywane triglicerydami, są mieszaninami składającymi się z różnych kwasów tłuszczowych. Triglicerydy mogą być przekształcone do mydeł w jedno- lub dwuetapowym procesie. W tradycyjnym, jednoetapowym procesie, trigliceryd jest traktowany silną zasadą (np. ługiem sodowym), który przyspiesza rozszczepienie wiązania estrowego i tworzy się sól kwasu tłuszczowego i glicerol (gliceryna). Metoda ta jest głównym procesem produkcji gliceryny na skalę przemysłową. W miarę potrzeby, mydła mogą być strącane poprzez wysalanie chlorkiem sodu (proces dwuetapowy). Liczba estrowa (lub l. zmydlania) jest ilością zasady potrzebną do zmydlenia próbki tłuszczu. Do wytwarzania mydeł triglicerydy są oczyszczane, ale saponifikacja obejmuje także hydrolizę zasadową zanieczyszczonych tłuszczów, w tym saponifikację pośmiertną (przeobrażenie tłuszczowo-woskowe), w której tłuszcz na zwłokach przekształca się w brunatną masę (adipocere).  

## Mechanizm hydrolizy zasadowej
Mechanizm, w którym estry ulegają rozszczepieniu polega na acylowej substytucji nukleofilowej. Anion wodorotlenkowy przyłącza się (atakuje) do grupy karbonylowej estru. Produktem reakcji jest ortoester:
Na tym etapie ortoester „ma wybór": reformowaniu karbonylu może towarzyszyć usunięcie wodorotlenku lub alkoholanu. Pierwszy „wybór" prowadzi do powrotu do stanu wyjściowego i jest nieproduktywny (wyjaśniając przy tym dlaczego saponifikacja jest reakcją równowagową). Z drugiej strony, usunięcie alkoholanu powoduje powstanie kwasu karboksylowego:
Alkoholan jest bardziej zasadowy niż sprzężona zasada kwasu karboksylowego, stąd transfer protonu jest szybki: